# Kopu-Brücke

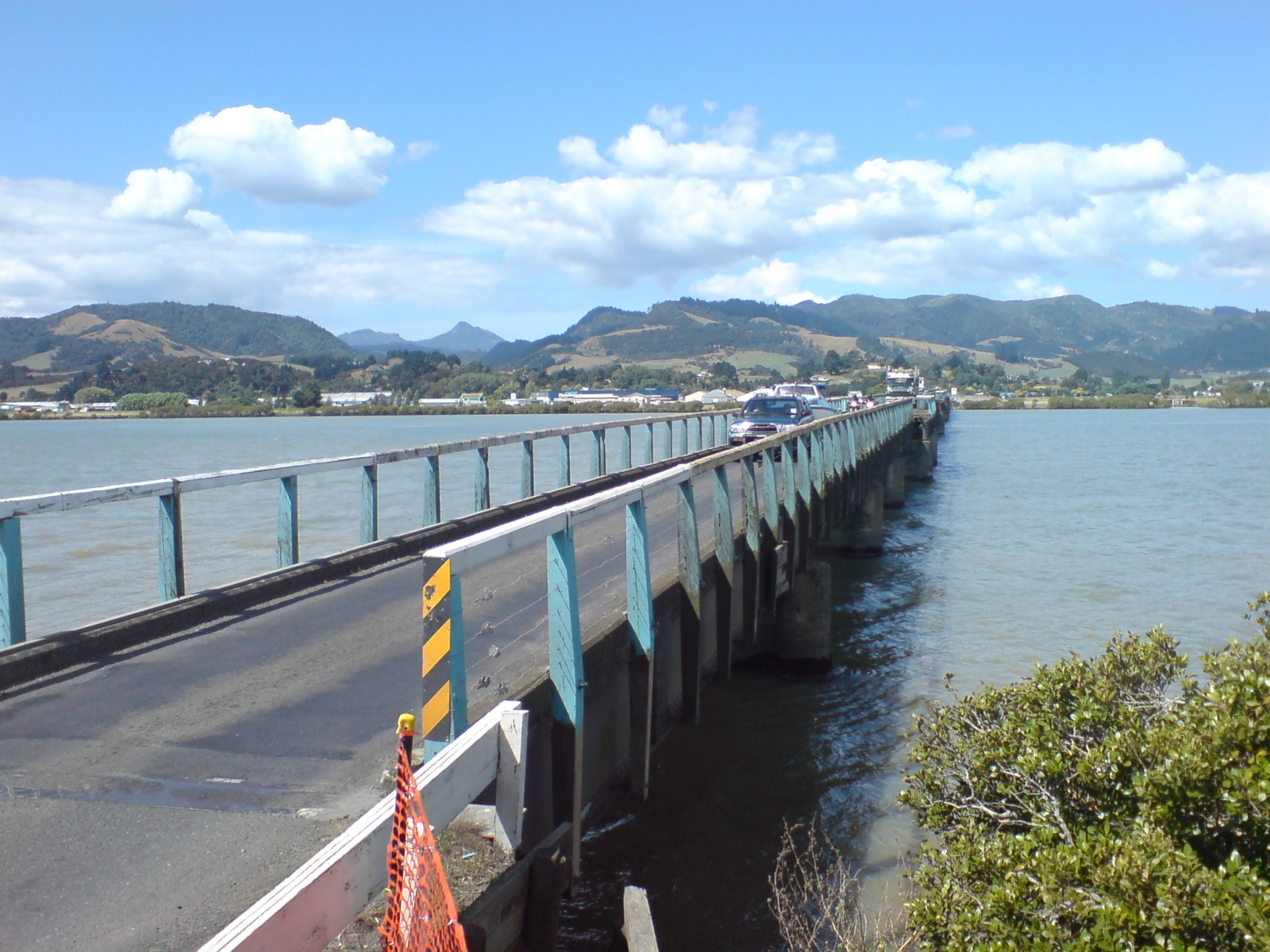
Alte Kopu-Brücke

Die Kopu-Brücke ist eine einspurige Drehbrücke über den Waihou River in Neuseeland, nahe dessen Mündung in die Bucht Firth of Thames. Sie liegt im Thames-Coromandel District auf der Nordinsel Neuseelands. Die Brücke wurde 1928 vollendet und ist Teil des New Zealand State Highway 25. Der drehbare Teil in der Mitte der Brücke ist 43 m lang, die gesamte Brücke überspannt 463 m. Damit ist die Brücke die älteste einspurige Brücke des Systems der State Highways. Sie war die erste Brücke über den Waihou River und ist die Hauptverbindung zwischen den Hauraki Plains und der Coromandel Peninsula. Der Verkehr wird von Ampeln geregelt. Die Brücke ist für ihre Staus zu Spitzenzeiten berüchtigt.
2006 kündigte Transit New Zealand an, zur Entlastung etwas flussaufwärts eine zweite Brücke für den State Highway bauen zu wollen. Die alte Brücke soll wegen ihrer historischen Bedeutung erhalten bleiben. Diese Brücke ist im Bau. 